# (3535) Ditte
(3535) Ditte (1979 SN11) – planetoida z grupy pasa głównego asteroid okrążająca Słońce w ciągu 3,49 lat w średniej odległości 2,3 j.a. Odkrył ją Nikołaj Czernych 24 września 1979 roku.